# Futsal Minerva
Futsal Minerva ist ein Schweizer Futsalverein aus Bern. Er wurde am 1. Juni 2010 von drei Studenten in Bern gegründet und gehört zu den zuschauer- und mitgliederstärksten Futsalvereinen der Schweiz. Futsal Minerva ist mit sechs Meistertiteln der erfolgreichste Schweizer Futsalverein.
Die Vereinsfarben sind Blau/Gelb. Der Verein ist Mitglied des Schweizerischen Fussballverbands (SFV), des Fussballverbands Bern/Jura (FVBJ) und des Mittelländischen Fussballverbands (MFV). Das Leitbild des Vereins lautet «Mut. Stolz. Leidenschaft».

## Geschichte
Anlässlich der europäischen Hochschulmeisterschaften in Montenegro kamen Miro Prskalo, Fabio Santona sowie Patrick Lämmle erstmals mit der in der Schweiz bis dahin unbekannten Sportart Futsal in Berührung. Nach ihrer Rückkehr gründeten sie innerhalb des Fussballvereins FC Ostermundigen eine Futsalmannschaft. Im Sommer 2010 wurde der Futsalmannschaft angeboten, sich dem Verein Mobulu Futsal Uni Bern anzuschliessen. Das Angebot wurde abgelehnt und stattdessen ein neuer Verein mit eigener Satzung gegründet.
«Der Verein Futsal Minerva wird zur gemeinsamen, professionellen Ausübung des Futsals (FIFA anerkannte Form des Hallenfussballs) gegründet. […] Bisher wurde Futsal Minerva unter den Statuten des FC Ostermundigen geführt. Um nun aber in der Nationalliga A als eigenständiger Verein auftreten sowie unabhängig agieren zu können, braucht es eine Körperschaft mit eigener Rechtspersönlichkeit. Dabei stellt der Verein als Körperschaft mit ideellem Zweck vorliegend die beste Rechtsform dar.»
Die Gründungssitzung wurde am 1. Juni 2010 in Bern abgehalten. Als Gründungsmitglieder werden im Protokoll Miro Prskalo sowie Fabio Santona genannt, die auch in den Vorstand berufen wurden.
2010 nahm Futsal Minerva am Spielbetrieb der Nationalen Futsalmeisterschaft Nationalliga A des Schweizerischen Fussballverbands teil und konnte 2011 Vizemeister werden. In den zwei nachfolgenden Saisons gewann Futsal Minerva im Endspiel gegen MNK Croatia 97 (2012) und Futsal Maniacs (2013) die Meisterschaft. Somit gewann Minerva die letzte Meisterschaft der Nationalliga A und die erste der Swiss Futsal Premier League, denn zur Saison 2012/13 hin wurde oberhalb der NLA eine gesamtschweizerische Liga eingeführt.
Am 8. August 2012 feierte Minerva ihr erstes offizielles internationales Spiel im UEFA-Futsal-Pokal. Gegen die Gastgeber Allstars Wiener Neustadt verloren die Schweizer jedoch mit 9:4. Aufgrund des Sieges im zweiten Spiel gegen den irischen Vertreter EID Futsal (9:6) gab es noch Hoffnungen für das Weiterkommen. Doch Minerva verlor das letzte Spiel gegen TUFAD Ankara mit 6:5 und schied somit aus. Knapper wurde es die Saison darauf. Wieder trat Minerva in Österreich an. Die beiden Siege (6:2 gegen Stella Rossa Wien und 10:0 gegen Üniversitesi Elazig) reichten jedoch nicht, da man gegen Vegakameratene mit 2:1 verlor und somit den zweiten Platz hinter den Norwegern belegte.
2014 konnte gegen das Team Uni Futsal Team Bulle die Vizemeisterschaft errungen werden. 2015 wurde erstmals die Teilnahme an der Finalrunde verpasst.
In der Saison 2015/16 konnte die Saison nach einem verlorenen Sechsmeterschiessen im Final gegen Futsal Maniacs erneut mit einem 2. Platz abgeschlossen werden. Der Trainer Marcos Lopez gab infolgedessen seinen Rücktritt bekannt.
2017 gelang unter der Führung von Trainer Pedro Santos und seinem Assistenten Ricardo Vicente erneut der Gewinn der Meisterschaft. Somit stieg Minerva mit dem dritten Titel der Vereinsgeschichte zum alleinigen Rekordmeister auf. In dem live übertragenen Spiel wurde der FC Silva  mit 5:2 besiegt. Diese Übertragung sowie die Berichterstattung auf SRF zwei führten zu einem steigenden Bekanntheitsgrad der Sportart und zu einem Wachstum des Vereins.
Futsal Minerva qualifizierte sich als Gewinner der Schweizer Meisterschaft für den UEFA-Futsal-Pokal 2017/18 und richtete die Spiele der Gruppe A in der eigenen Halle aus. Mit drei Siegen gegen den Lynx FC aus Gibraltar (4:1), FC Transylvania aus Irland (3:2) und London Helvécia Futsal (4:1) gelang die Qualifikation für die Hauptrunde. Mit einem Sieg gegen Sievi FS aus Finnland (4:3) sowie zwei Niederlagen FP Halle Gooik aus Belgien (0:8) und SSV Jahn Regensburg (2:4) schied das Team mit einem dritten Platz in der Gruppe 7 aus.
Mit der Saison 2017/18 wurden das Reglement der Playoff-Spiele umgestellt. Die Halbfinals und Finals wurden im Best-of-Three Modus ausgetragen. Im Halbfinal schied das Team gegen den Aufsteiger und späteren Meister R.C.D Futsal aus La Chaux-de-Fonds aus.
Für die Saison 2018/19 wurden mit den Portugiesen Mamadú Turé sowie Dinis Ramos erstmals ausländische Spieler verpflichtet. Ebenfalls in dieser Saison wurde durch den Verband der Playoff-Modus abgeschafft. Nun entschied der Tabellenplatz am Saisonende über die Meisterschaft. Minerva gewann 16 der 18 Spiele und wurde mit sechs Punkten Vorsprung Meister. Damit holten die Berner ihren vierten Meistertitel.
Die Saison 2019/20 begann mit der Teilnahme an der UEFA-Futsal-Champions League. In einer sehr schwierigen Gruppe gewann Minerva das Auftaktspiel gegen Gastgeber AEK Athen mit 4:3. Das zweite Spiel gegen den Favoriten Imperial Wet aus Rumänien ging 3:6 verloren. Somit war das letzte Spiel gegen die irischen Meister Blue Magic aus Dublin bedeutungslos. Das Spiel endete 4:4. Minerva schied somit als zweitplatzierte Mannschaft aus. In der Liga startete Minerva mit zwei Heimniederlagen in die Vorrunde, doch mit sieben Siegen in Serie steigerte sich das Team und befand sich auf dem ersten Platz, als die Saison vorzeitig aufgrund der COVID-19-Pandemie beendet wurde. Die Saison wurde nicht gewertet, somit wurde kein Team zum Meister gekürt. Die Berner hatten jedoch den besten Punkte/Spiel-Koeffizienten und erhielten die Berechtigung, die Schweiz an der UEFA-Futsal-Champions League 2020/21 zu vertreten.
Auch die Saison 2020/21 wurde durch die Pandemie nach nur zwei Spieltagen frühzeitig abgebrochen und nicht wiederaufgenommen. In der UEFA-Futsal-Champions League 2020/21 erreichte Minerva die Zwischenrunde (nach einem 5:0-Forfait-Sieg gegen den schottischen Vertreter PYF Saltires, der aufgrund der Quarantänebestimmungen nicht anreisen konnte) und verlor gegen das Topteam Benfica Lissabon (Futsal) in der heimischen Weissensteinhalle mit 1:5. Aufgrund des besten Punkte/Spiel-Koeffizienten der letzten drei Saisons qualifizierten sich die Berner für die UEFA-Futsal-Champions League 2021/22.
Die Vorrunde wurde in der heimischen Weissensteinhalle ausgetragen. Nach zwei Siegen (4:0 gegen den bulgarischen Vertreter Varna und 17:1 gegen den Meister aus San Marino FC Fiorentino) wurde das entscheidende dritte Spiel gegen Dinamo Plus (Moldawien) mit 4:5 verloren, somit konnte die Hauptrunde nicht erreicht werden. Erfolgreicher lief es in der Meisterschaft, die nach zwei abgebrochenen Jahren wieder ausgespielt wurde. Minerva blieb ungeschlagen (23 Siege, 1 Unentschieden) und kürte sich zum Meister 2021/22. Zudem stellten die Berner die beste Offensive, die beste Defensive und waren das fairste Team der Liga. Evangelos Marcoyannakis holte die Torjägerkrone mit 29 Treffern.
In der Vorbereitung auf die Saison 2022/23 wurde der Minerva Cup mit Sporting, Benfica und Mouvaux Lille Métropole Futsal ausgetragen, als Hauptrobe auf die Vorrunde der UEFA-Futsal-Champions League 2022/23, die wiederum in Bern stattfand. Die ersten beiden Spiele wurden mit 3:2 gegen Vesteralen Futsal (Norwegen) und 6:2 gegen Folgore (San Marino) gewonnen, doch Loznica-Grad (Serbien) war zu stark für die Berner und gewann das entscheidende Spiel mit 4:3. In der heimischen Liga wurde der Punkterekord aus dem Vorjahr eingestellt, nach 23 Siegen und einem Unentschieden in der regulären Saison setzte sich Minerva auch in den Playoffs ohne Niederlage durch und holte den sechsten Meistertitel der Vereinsgeschichte. Minerva gewann zudem den neu geschaffenen Swiss Futsal Cup. Damit ist Minerva der erste Double-Sieger in der Geschichte des Schweizer Futsals.

## Sportliche Erfolge
| Saison  | Spielklasse                   | Klassierung                                             | Finalspielgegner                                        | Ergebnis                                                | Trainer      |
| ------- | ----------------------------- | ------------------------------------------------------- | ------------------------------------------------------- | ------------------------------------------------------- | ------------ |
| 2009/10 | Nationalliga B                | Meister                                                 |                                                         |                                                         | Marcos Lopez |
| 2010/11 | Nationalliga A                | Vize-Meister                                            | Geneva Futsal                                           | 0:5                                                     | Marcos Lopez |
| 2011/12 | Nationalliga A                | Meister                                                 | MNK Croatia 98                                          | 8:2                                                     | Marcos Lopez |
| 2012/13 | Swiss Futsal Premier League 1 | Meister                                                 | Futsal Maniacs                                          | 7:2                                                     | Marcos Lopez |
| 2013/14 | Swiss Futsal Premier League   | Vize-Meister                                            | Uni Futsal Team Bulle                                   | 4:6                                                     | Marcos Lopez |
| 2014/15 | Swiss Futsal Premier League   | 6. Rang                                                 |                                                         |                                                         | Marcos Lopez |
| 2015/16 | Swiss Futsal Premier League   | Vize-Meister                                            | Futsal Maniacs                                          | 9:11 n. P.                                              | Marcos Lopez |
| 2016/17 | Swiss Futsal Premier League   | Meister                                                 | FC Silva                                                | 5:2                                                     | Pedro Santos |
| 2017/18 | Swiss Futsal Premier League 2 | Halbfinal                                               | R.C.D Futsal                                            | 3:5, 6:5, 3:7                                           | Pedro Santos |
| 2018/19 | Swiss Futsal Premier League 3 | Meister                                                 | entfällt                                                | entfällt                                                | Pedro Santos |
| 2019/20 | Swiss Futsal Premier League 4 | Saison annulliert (1. Platz zum Zeitpunkt des Abbruchs) | Saison annulliert (1. Platz zum Zeitpunkt des Abbruchs) | Saison annulliert (1. Platz zum Zeitpunkt des Abbruchs) | Pedro Santos |
| 2020/21 | Swiss Futsal Premier League   | Saison annulliert                                       | Saison annulliert                                       | Saison annulliert                                       | Pedro Santos |
| 2021/22 | Swiss Futsal Premier League   | Meister                                                 | Geneva Futsal                                           | 9:1, 3:1                                                | Pedro Santos |
| 2022/23 | Swiss Futsal Premier League   | Meister                                                 | Futsal Maniacs                                          | 4:1, 5:3                                                | Pedro Santos |
| 2022/23 | Swiss Futsal Cup              | Sieger                                                  | Futsal Maniacs                                          | 4:1                                                     | Pedro Santos |

Anmerkungen:

## Aktuelles Kader
Stand: 1. Juli 2023
| Nr.    | Nat.      | Name                    | Geburtstag | im Verein seit |
| Tor    | Tor       | Tor                     | Tor        | Tor            |
| ------ | --------- | ----------------------- | ---------- | -------------- |
| 1      | Portugal  | José Moreira            | 19.12.1987 | 2021           |
| 12     | /         | Nuno China              | 22.05.1986 | 2017           |
| 13     | Portugal  | Paulo Pereira           | 16.03.1996 | 2022           |
| Fix    |           |                         |            |                |
| 8      | Portugal  | Vitor Eleotério         | 29.07.1998 | 2022           |
| 11     | /         | Caio Japa               | 29.09.1983 | 2020           |
| Flügel |           |                         |            |                |
| 5      | Portugal  | Daniel Machado          | 23.02.1999 | 2021           |
| 6      | Portugal  | Tiago Ribeiro           | 06.11.1990 | 2021           |
| 7      | Portugal  | Fabio Soares            | 27.11.1988 | 2013           |
| 10     | /         | Tiago Leonaldi          | 12.03.1983 | 2022           |
| 14     | /         | Roald Halimi            | 01.07.1988 | 2022           |
| 16     | Slowenien | Tilen Gajser            | 20.10.2000 | 2022           |
| 17     | Portugal  | Tiago Machado           | 14.02.1990 | 2012           |
| 19     | /         | Everton Luiz            | 25.07.1999 | 2020           |
|        | Slowenien | Matej Fideršek          | 04.07.1991 | 2023           |
| Pivot  |           |                         |            |                |
| 4      | /         | Fabio Aguiar            | 07.12.1983 | 2020           |
| 9      | /         | Evangelos Marcoyannakis | 17.07.1992 | 2017           |
|        | Kroatien  | Miroslav Konopek        | 28.03.1991 | 2023           |